# La cara de Dios
La cara de Dios, es una zarzuela, denominada Drama de costumbres populares, en tres actos divididos en once cuadros, con libreto de Carlos Arniches y música del maestro Ruperto Chapí. Se estrenó con gran éxito en el Teatro Circo Parish (originalmente Teatro Circo Price), el 28 de noviembre de 1899.

## Comentario
Dentro de la campaña de recuperación e impulso que llevó la empresa del Teatro Circo de Parish para volver a recuperar el género grande, esta es una de las piezas que junto con Curro Vargas y La Cortijera, forman una interesante trilogía de obras en las que se buscan nuevas vías de renovación, apostando por el costumbrismo y las tramas de corte realista, demostrando la ligera influencia del verismo, que había ido tomando presencia en el panorama teatral.
Carlos Arniches traza con habilidad maestra una obra en la que impera una fuerte trama realista, cercana a la denuncia social, al presentar un claro caso de acoso sexual, creando personajes bien trazados y de fuerte carácter, alternando con otros episodios de corte cómico, que no restan mucho dramatismo a la trama central de la obra, pero demuestran a su vez la innegable vena cómica de Arniches.
En el apartado musical, Ruperto Chapí hace gala de su gran conocimiento musical y melódico, al crear una partitura de amplios vuelos, aprovechando cada situación para crear momentos de gran altura y dramatismo, con ciertas pinceladas cercanas al verismo. Se pueden destacar el monologo de Soledad, de grandes vuelos dramáticos, o la mazurca de los borrachos de gran sabor popular y vivo.

## Argumento
La acción transcurre en Madrid en la época del estreno (1899)

### Acto primero
En una casa en construcción, los obreros trabajan alegremente acompañados de Doroteo, un albañil simpático que los entretiene con sus canciones y chistes. Al llegar la hora de comer, todos salen de la casa, entre ellos Ramón, acompañado de Eustaquio y Eleuterio, los cuales le reprochan su falta al no haber ido con ellos de juerga, criticándole su actitud tan hogareña desde que está casado y dándole dudas sobre la fidelidad de su esposa.
Al marcharse, Ramón comenta con Doroteo sobre las dudas con respecto a su esposa y su extrañeza al verlos comportarse de esa manera. Doroteo le quita esos pensamientos y lo anima a centrarse en la feliz vida que tiene con Soledad. Eleuterio comenta a Eustaquio su obsesión por Soledad, la mujer de Ramón, la cual le oculta un secreto que solo él conoce: el de haber querido unos años antes de conocer a Ramón a un pintor llamado Víctor, y que habiendo sido testigo de esa relación, conserva un retrato que le dedicó ella, y con el que la está haciendo chantaje.
Soledad llega con la comida para Ramón y es atajada por Eleuterio, el cual trata de chantajearla con revelarle la verdad a su marido. Ella se resiste y le anima a confesarlo todo ante Ramón. Eleuterio al verlo llegar desaparece. Soledad lo saluda cariñosamente y comienza a preparar la comida. Cuando llega Jesusa, la esposa de Doroteo, con el niño de ambos.
Durante la comida, Doroteo comenta alegremente un sueño en el que se le aparecía la seña Florencia, que despierta las sospechas de Jesusa. Tras comer todos, Ramón marcha a hacer un recado. Aprovecha esto Soledad  para mandar a Jesusa a dar un paseo con el niño. Una vez a solas, le cuenta a Doroteo su desagradable encuentro con Eleuterio y de que sabe lo de su secreto.
Doroteo se encara con Eleuterio, amenazándole de que si trata de hacer daño a Soledad, se vengará, cosa que él se toma a chanza. Ramón, discute acaloradamente con Eleuterio sobre las puntas que siempre le lanza con respecto a Soledad, pidiéndole explicaciones. Eleuterio le desvela el secreto de Soledad, el cual sorprende a Ramón; al verla llegar, la interroga y ella afirma. Ramón se abalanza sobre Soledad y todos corren a separarlos.

### Acto segundo

#### Cuadro primero
En un patio de vecindad, las vecinas comentan sobre lo sucedido entre Soledad y Ramón, que la ha echado de casa y le ha prohibido acercarse al niño. Aparece Ramón acompañado de Eleuterio y Eustaquio, los cuales tratan de animarlo a venir a la romería, pero Ramón no puede olvidarla y marchan los tres a su cuarto.
Doroteo vuelve borracho de la procesión, en la que ha trabajado de cargador para ganar algo de dinero. Se encuentra con la seña Florencia, la cual lo invita a pasar a dentro. Llega Fermín, un guardia de muy mal carácter, y marido de Florencia. Al oír la conversación dentro de su cuarto, entra y amenaza a Doroteo, que se ve obligado a huir por la ventana.
Eleuterio y Eustaquio comentan su plan; intentar que Ramón se distraiga con alguna amiga en la romería para olvidar a Soledad, ya que al verlo ella así, caerá en los brazos de Eleuterio.
Al quedar solo el patio, llega Soledad acompañada de Cándida, la cual trata de quitarle de la cabeza que se lleve al niño, pero Soledad está decidida a todo.

#### Cuadro segundo
En un pasillo que conduce al cuarto de Ramón, sube Soledad angustiada pensando en el momento en que verá a su hijo, llega a la puerta y entra.

#### Cuadro tercero
En el cuarto de Ramón, Soledad entra a hurtadillas a ver a su hijo. Ramón la sorprende y se produce una agria discusión, en la que le echa en cara su pasado. A Soledad poco le importa si puede volver a abrazar a su hijo y recibir el perdón, o la muerte a manos de él. Ramón, conmovido, la abraza con pasión.
Llega Eleuterio acompañado de varios amigos, que contemplan la escena y ríen. Soledad trata de plantarles cara, pero Ramón la echa ante la mirada de todos, cayendo derrotado en una silla.

#### Cuadro cuarto
En una calle cercana a la ermita de la Cara de Dios, la gente desfila animadamente formando un cuadro lleno de alegría y animación. Doroteo y Jesusa llevan la cesta y los utensilios para el puesto de venta en la romería. Ambos discuten sobre lo ocurrido la noche anterior entre Florencia y Doroteo, desembocando todo en una paliza monumental que le da Jesusa. El señor Fermín lo reconoce y jura vengarse esa noche.

#### Cuadro quinto
Ante la ermita, se congregan numerosas personas que van a adorar al santo y a disfrutar de los puestos ambulantes. Llegan Eleuterio, Eustaquio y Ramón acompañados de varias muchachas. Ramón no se puede quitar de la cabeza el encuentro con Soledad, pero Eleuterio lo anima a olvidarla y entran a una taberna a disfrutar de unas copas.
Soledad llega a la puerta de la taberna y le da un mensaje a Eustaquio, que es el de hablar con Eleuterio. Sale Eleuterio y ante la sorpresa interroga a Soledad, ella responde que necesita verlo a solas para hablar; él le propone como lugar de encuentro la obra donde están trabajando, ella acepta.
Ramón ha escuchado la escena y jura venganza, prometiendo ir esa misma noche al lugar, para aclararlo todo. Soledad, llena de amargura y dolor, se desploma dentro de la ermita, sin poder contener su llanto.

### Acto tercero

#### Cuadro primero
Delante de la casa en obras, Fermín realiza la ronda de guardia. De la taberna salen varios borrachos cantando alegremente, entre ellos Doroteo, que se topa con Fermín, pidiéndole este explicaciones sobre su conversación con Florencia. Doroteo logra convencerle de que se tome con el unas copas y aceptan, perdonándole todo y entrando ambos en la taberna.
Jesusa escucha desde la puerta a Doroteo, y lo saca a empellones de la taberna, contándole su preocupación por Soledad, la cual ha desaparecido de la casa a altas horas de la madrugada sin saber a donde iba. De la obra sale Eleuterio acompañado del maestro, el cual le encarga traer las bebidas para mañana, que se celebra la colocación de la bandera. Al quedar solo, aparece Soledad, entrando ambos dentro de la obra. 

#### Cuadro segundo
En un patio de la casa en obras, la noche transcurre con calma, preludiando la tragedia.

#### Cuadro tercero
En uno de los cuartos de las obras, llegan Eleuterio y Soledad, los cuales discuten acaloradamente. Eleuterio trata de forzarla, pero Soledad se resiste, sacando un cuchillo y amenazándolo. Surge Ramón de una de las ventanas, que ha escuchado toda la conversación y está dispuesto a enfrentarse a él. Cuando están a punto de batirse, llega Doroteo y los separa, tratando de poner paz en medio de la lucha. Doroteo ayuda a reconciliarse a Ramón y Soledad. Por otra parte trata de que Eleuterio no quiera enfrentarse y empañar el día de fiesta con sangre, cosa que no logra.

#### Cuadro cuarto
En el patio de la obra, ha amanecido y llegan todos los obreros capitaneados por Eleuterio y Eustaquio, para colocar la bandera de remate de la obra y celebrar este día. Todos contemplan como Eleuterio se dispone a subir.

#### Cuadro quinto
Por fuera de la obra, se congregan todos, contemplando con expectación el momento de la colocación de la bandera. Reunidos están Ramón, Soledad y Jesusa, los cuales temen por el duelo. Se produce un grito entre la multitud y todos corren a la obra, ya que Eleuterio ha caído desde lo alto al pisar mal una de las tablas. En ese momento aparece Doroteo en una de las ventanas  y se reúne con Ramón y Soledad, a los que comenta con evidente excitación, que ha sido el artífice del accidente, al desatar una de las tablas del andamio. La obra concluye con la confesión de Doroteo y la tranquilidad de Ramón y Soledad.

## Números musicales
- Acto primero[2]
  - Introducción y Tango lento: "Primero hizo Dios al hombre"
  - Tercetino: "Ese arrapiezo vale por dos"
  - Tango de Doroteo: "Si escucháis atento, cantaré un tanguito"
  - Fin del acto primero (Orquesta)
- Acto segundo
  - Preludio, Coro y Cuplés: "Pues señor me canso de trabajar"
  - Monologo y Duo: "¡Virgen de las Angustias, dame valor!"
  - Mutación (Orquesta)
  - La Romería: "Aprieta el paso que apunta el día"
  - Fin del acto segundo (Orquesta)
  - Entreacto (Orquesta)
- Acto tercero
  - Mazurka de los borrachos: "¡Cuidao Gutiérrez!"
  - Mutación (Orquesta)
  - El sábado de Gloria (Orquesta)
  - Coro: "Por aquí Eleuterio"
  - Fin de la obra (Orquesta)